# Количева
Коли́чева (рос. Колычева) — присілок у складі Юргінського району Тюменської області, Росія.
Населення — 3 особи (2010, 5 у 2002).
Національний склад станом на 2002 рік:
- казахи — 80 %